# Polizeiruf 110: Stillschweigen
Stillschweigen ist ein deutscher Kriminalfilm von Eoin Moore aus dem Jahr 2012. Es ist die 330. Folge innerhalb der Filmreihe Polizeiruf 110 und der sechste Fall für Hauptkommissar Alexander Bukow, dargestellt von Charly Hübner, und die LKA-Beamtin Katrin König, dargestellt von Anneke Kim Sarnau. Die Haupt-Gaststars dieser Folge sind Thomas Sarbacher, Dirk Borchardt, Alessija Lause und Lilith Stangenberg.

## Handlung
Katrin König vom LKA und Kriminalhauptkommissar Alexander Bukow von der Kripo Rostock treffen bei einem Mordfall auf einer abseits gelegenen Landstraße zusammen. Ricky Klawes, ein junger Rocker, und eine Hebamme wurden ermordet aufgefunden. Die Opfer sind kaltblütig erstochen worden. Bukow registriert auf Rickys Handy mehrere Anrufe einer gewissen „Tabea“. Ein Gespräch Katrin Königs mit Mitgliedern des Rostocker Motorradclubs „Satanic Riders“, dem Ricky angehörte, bringt kaum weitere Erkenntnisse, da die Männer nicht bereit sind, irgendetwas auszusagen. Der Einzige, der zumindest zugibt, dass Ricky am vergangenen Abend im Club gewesen sei, ist deren ehemaliger Vorsitzender Rolf Wendland. Als die Kommissarin weitere Fragen stellen will, unterbindet Bernd Tauber, der aktuelle Vorsitzende des Vereins, das kategorisch und betont, dass niemand mehr etwas zu sagen habe. Das gelte für alle.
Die tote Hebamme Birgit Lichte war eine Legende in Rostock. Die Beamten nehmen an, dass sie zum falschen Zeitpunkt am falschen Ort gewesen ist und das mit dem Leben bezahlen musste. Am Tatort fand man die Bremsspur eines zweiten Motorrades, die Auswertung insoweit läuft noch. Katrin König informiert Bukow und seine Mannschaft, dass die „Satanic Riders“ sich schon seit längerer Zeit wegen krimineller Machenschaften im Visier des LKA befinden würden. Sie seien der größte Rockerclub in der Stadt. Seitdem sie ein Friedensabkommen mit den „Road Bandits“ getroffen hätten, hätten diese beiden Gruppen die Rotlichtszene unter sich aufgeteilt. Zwei Drittel aller Mitglieder seien vorbestraft, des Weiteren gäbe es massenhaft Ermittlungsakten in Sachen Drogenhandel, Räuberische Erpressung, und Waffenhandel. Der Gesamtumsatz der „Satanic Riders“ liege im zweistelligen Millionenbereich. Das Telefon schrillt und ein anonymer Anrufer gibt ein Kennzeichen bekannt, das zu Rolf Wendland führt. Wendland selbst ist nicht da, vor seinem Haus parkt jedoch ein Transporter, in dem das gesuchte Motorrad gefunden wird.
Katrin König ist mehr als überrascht, als Rolf Wendland ihr während seiner Vernehmung zu verstehen gibt, dass er reden werde, sobald man ihm Zeugenschutz gewährt hätte. Wendland fordert ein Haus, weit weg von Rostock, 100.000 Euro, einen Mercedes, Audi oder BMW, Straffreiheit sowie eine neue Identität. Zum bei ihm aufgefundenen Motorrad äußert er sich, dass das Fahrzeug im Transporter stand, weil er es hätte zurück zur Verleihfirma bringen sollen. Die „Satanic Riders“ hätten am Wochenende eine Feier gehabt und seine Aufgabe sei es gewesen, Bikes für Gäste aus dem Ausland zu organisieren. Der Schlüssel der Maschine sei für alle Rocker zugänglich gewesen. Die Situation spitzt sich zu, als während Wendlands Vernehmung eine Tasche abgegeben wird, in der sich sein toter Schäferhund befindet. Wendland ist außer sich und die Polizisten besorgt. Gibt es eine undichte Stelle? Unter großen Sicherheitsvorkehrungen wird Wendland in ein Safe House gebracht, wo er von Katrin König verhört werden soll. Nach seinen Motiven befragt, warum er den Rockern plötzlich den Rücken kehren wolle, meint er, dass er enttäuscht sei und der Club nicht mehr das sei, was er einmal war. Inzwischen ginge es nur noch um Geld und lukrative Geschäfte. Darauf habe er „keinen Bock.“ Die Befragung verläuft schleppend und nicht so, wie König und Bukow sich das vorgestellt hatten.
Bukow sucht Rickys Freundin Tabea an ihrem Arbeitsplatz, in einer Tabledance-Bar, auf und erfährt von ihr, dass Ricky sich sicher war, dass er in nächster Zeit zu viel Geld kommen werde, er hätte ihr sogar ein Cabrio versprochen. Um was es genau ging, weiß die junge Frau jedoch nicht. Sie erwähnt noch, dass es eine Schlägerei zwischen einem Mitglied der „Satanic Riders“, einem gewissen Slomo, und Ricky gegeben habe. Slomo sei erbost darüber gewesen, dass Ricky in der Hierarchie der Rocker schneller vorangekommen sei als er selbst. Bukow informiert Katrin König darüber, dass Ricky bereits einen Wagen angemietet hätte, mit dem er eine größere Menge Stoff abholen sollte. Auch darüber sei es mit Slomo zum Streit gekommen, da Ricky am Ertrag aus diesem Geschäft finanziell beteiligt werden sollte.
Inzwischen hat Bernd Tauber eine von seiner Frau Yvonne versteckte Schwangerschaftsbestätigung gefunden und schlägt sie zusammen, da das Kind nicht von ihm sein könne. Die Polizeibeamten finden sie verletzt im Badezimmer ihres Hauses. Bernd Tauber ist nicht mehr da. Die Beamten durchsuchen das gesamte Haus und stellen Unterlagen sicher. Dabei finden sich auch Schweizer Kontoauszüge, die zum Konto der Satanics gehören. Seit dem Mord an Ricky sind dort drei Umbuchungen auf ein anonymes Offshore-Konto auf Gibraltar über je 100.000 Euro verfügt worden. Katrin König konnte über Wendland herausfinden, dass das große Geschäft mit dem Stoff wahrscheinlich im Hafengebiet laufen werde. Wie sich herausstellt, gibt es einen Überläufer bei den „Satanic Riders“. Es ist Slomo. Der Stoff wird in großen Schläuchen transportiert. Die „Road Bandits“ rücken an, überlisten die „Satanics“ und bringen den Transporter mit dem Stoff in ihre Gewalt. Die angerückte Polizei kann Slomo festnehmen, das Auto mit den Drogen ist jedoch bereits weg. Von Slomo erfahren sie, dass Ricky hinter Taubers Frau Yvonne hergewesen sei. Deswegen hätte es auch eine Prügelei gegeben. Als man Yvonne Tauber dazu vernimmt, meint sie, dass sie nichts sagen werde, die Polizei könne sie nicht schützen. Später wird sie ebenfalls im Safe-House untergebracht.
Wendland erzählt Katrin König inzwischen, dass Tauber die Harley genommen habe. Seine Erklärung, dass es ihm schwerfalle, Bernd Tauber zu verraten, finden König und Bukow unlogisch. Es sei ja wohl schizophren, dass Wendland auf der einen Seite die „Satanic Riders“ komplett zerstören wolle, auf der anderen Seite aber Tauber nicht hätte verraten wollen. Eine Großfahndung nach Bernd Tauber wird eingeleitet. Bukow unterhält sich erneut mit Tabea und erfährt von ihr, dass Yvonne eine Affäre gehabt habe, was Ricky mitbekommen und brühwarm Bernd Tauber erzählt habe. Ricky sei außerdem nach einer OP zeugungsunfähig. Bernd Tauber beobachtet inzwischen mit drei Rockerfreunden das Haus, in dem Wendland sich mit den Beamten aufhält. Katrin ist plötzlich klar, dass Wendland derjenige ist, mit dem Yvonne ein Verhältnis hat und sagt ihr auf den Kopf zu, dass das Kind, das sie erwarte, von Wendland sei. Yvonne gibt es zu und meint, dass Ricky ein Gespräch zwischen ihr und Wendland belauscht habe, in dem sie darüber gesprochen hätten, dass sie weg wollten, um alles hinter sich zu lassen.
Bernd Tauber ist inzwischen allein und nähert sich dem Haus. Seine Kumpane wollten keine Polizisten töten und hatten wenig Verständnis, da seine Ehe doch sowieso vorbei sei. Während Bukow mit Katrin König telefoniert, schreit sie plötzlich entsetzt ins Telefon, dass er so schnell kommen solle, wie er könne. Dann hört Bukow auch schon Schüsse und setzt sein Blaulicht. Tauber hat das Feuer aufs Haus mit einer Maschinenpistole eröffnet. Er ist völlig entfesselt, schießt um sich und brüllt dabei laut. Im Haus kann Wendland der jungen Polizistin die Waffe entwenden und stürmt mitsamt dieser ins obere Stockwerk, wo sich Yvonne Tauber befindet. Inzwischen ist Bukow eingetroffen und hat Tauber mit Handschellen an einen Eisenzaun gekettet. Als die Beamten nach oben hasten, hält Yvonne Rolf Wendland davon ab, weiteres Unheil anzurichten. Sie meint, es reiche jetzt und sie wolle nicht sterben. Rolf Wendland hat Ricky getötet und auch die Hebamme erstochen, da sie ihn als Zeugin hätte identifizieren können.

## Produktion und Hintergrund
Gedreht wurde in der Zeit vom 18. Oktober bis 16. November 2011 in Rostock und in Kühlungsborn in Mecklenburg-Vorpommern und in Hamburg. In einer Szene des Films ist Lana Del Reys Song Video Games (Heaven is a place on earth with you) zu hören.
In dieser Folge erfahren wir, dass die LKA-Beamtin Katrin König im Alter von vier Jahren adoptiert worden ist. Alexander Bukow fährt mit ihr am Ende des Films zu Katrin Königs Erstaunen über Kühlungsborn und hält an der Stelle, wo vor vielen Jahren ein Foto entstand, das die LKA-Beamtin nicht zuordnen konnte und das Bukow auf ihrem Laptop gesehen hatte. Plötzlich sieht die junge Frau wieder Bilder und Stimmen aus ihrer Kindheit, jemand ruft „Bleib stehen“ – ihre eigene Stimme ruft „Mamaaaa“ und dann quietschen die Bremsen eines Autos.
Der Kripobeamte Anton Pöschel, der sich darüber aufregt, dass auch er den Ort, an den Wendland verbracht wird, nicht wissen soll und sich die Information widerrechtlich aus Bukows abgeschlossener Schreibtischschublade verschafft, wird von Bernd Tauber und seinen Rockerfreunden in eine Falle gelockt, gekidnappt und gefoltert. Später ketten sie ihn, nur mit einer Unterhose bekleidet, und mit deutlichen Spuren von Misshandlungen, an einem Auto fest. Als Pöschel wieder frei ist, erzählt er Bukow in einem Telefonat, dass er einen Autounfall gehabt hätte. Ganz offensichtlich hat er unter der Folter die Adresse des Safehouses preisgegeben.

## Veröffentlichung
Der Film wurde bei der Erstausstrahlung am 30. September 2012 von 7,39 Mio. Zuschauern gesehen, was einem Marktanteil von 21,3 % entspricht. Er lag damit an diesem Tag auf Platz 1 in der Zuschauergunst.
Die österreichische Jugendmedienkommission vergab eine Altersfreigabe ab 12 Jahren.

## Kritik
Rainer Tittelbach von tittelbach.tv gab 5 von 6 möglichen Sternen und fasste zusammen: „Ein Rocker im Zeugenschutz. Sarnaus LKA-Frau verhört im ‚Safe House‘, während Hübners Bauchbulle Bukow am ‚Stillschweigen‘ der harten Jungs & an Königs Kopfmethoden verzweifelt. ‚Polizeiruf‘-Top-Duo. Physisch gewohnt stark. Reich an (charakter)analytischen Momenten. Eine Besetzung, bei der es etwas zu entdecken gibt (Lause, Stangenberg, Maaß). Ein Verhörkrimi mit finalem Action-Thrill. Stark Testosteron-geschwängert.“
Focus-Redakteur Joachim Hirzel meinte, dass es dem Film nicht gelinge, ein guter Film zu werden und dass das Psychoduell enttäusche, und führte unter anderem weiter aus, dass die Idee, Königs Vergangenheit zum Thema zu machen, eine Idee sei, die den Film nicht wirklich weiterbringe, sondern im Gegenteil überkonstruiert wirken lasse. „Unausgegoren, nicht zu Ende gedacht und vor allem nicht nahtlos in den Haupt-Plot integriert wirkt so einiges in diesen 90 Minuten.“
Heike Hupertz fasste in der FAZ zusammen: „Diese Abrechnung unter Rockern geht direkt den Zuschauer an. Der Polizeiruf ‚Stillschweigen‘ lässt rohe Kräfte furios walten und starke Gesten glaubhaft sprechen.“